# Карма (стрелок из лука)
Карма (англ. Karma, род. 6 июня 1990; род. 6 июня 1990, Трашиянгце) — бутанская спортсменка (стрельба из лука). Участница двух Олимпийских игр.

## Биография
Карма родилась 6 июня 1990 года в дзонгхаге Трашиянгце. Владеет английским и тибетским языками.
Стрельбой из лука занимается с 2009 года. По воспоминаниям Кармы, на выбор этого вида спорта её сподвигла сестра, в противном случае она бы стала заниматься лёгкой атлетикой.
На чемпионате мира 2013 года в Турции, Карма заняла 57-е место в индивидуальном первенстве, на стадии 1/48 финала уступив венесуэлке Лейдис Брито. Бутанские спортсменки заняли 32-е место в женском командном первенстве.
В 2015 году на чемпионате мира в Копенгагене бутанская спортсменка вновь стала 57-й в личном первенстве, в первом же поединке плей-офф уступив в перестрелке китаянке У Цзясинь. Карма приняла участие в миксте, заняв 46-е место. В женском командном турнире лучницы Бутана стали 42-ми.
5 августа 2016 года Карма была знаменосцем сборной Бутана на церемонии открытия Игр XXXI Олимпиады в Рио-де-Жанейро. Это её первые Олимпийские Игры.
В 2017 году Карма приняла участие на чемпионате Азии в Дакке, где достигла стадии 1/24 финала в личном первенстве, а также вместе с женской командой остановилась в 1/8 финала.
В 2018 году приняла участие на Азиатских играх в Джакарте, где выбыла из борьбы на стадии 1/32 финала в индивидуальном первенстве. На церемонии открытия она была знаменосцем от Бутана.
В 2019 году приняла участие на чемпионате Азии в Бангкоке. В миксте завершила соревнования в 1/48 финала, в личном турнире заняла 57-е место.
В 2021 году выступила на перенесённых на год Олимпийских играх в Токио. Набрав 616 очков в предварительном раунде, она заняла 56-е место и попала в первом раунде плей-офф женского индивидуального первенства на индианку Дипику Кумари, которой уступила со счётом 0:6 по сетам.

## Соревнования
| Дата             | Место          | Турнир                                  | Соревнование              | Квалификация | Квалификация | 1/48 финала            | 1/32 финала                               | 1/24 финала                           | 1/16 финала           | 1/8 финала            | Четвертьфинал         | Полуфинал             | Финал                 | Место |
| Дата             | Место          | Турнир                                  | Соревнование              | Результат    | Место        | Соперник Результат     | Соперник Результат                        | Соперник Результат                    | Соперник Результат    | Соперник Результат    | Соперник Результат    | Соперник Результат    | Соперник Результат    | Место |
| ---------------- | -------------- | --------------------------------------- | ------------------------- | ------------ | ------------ | ---------------------- | ----------------------------------------- | ------------------------------------- | --------------------- | --------------------- | --------------------- | --------------------- | --------------------- | ----- |
| 06.10.2013       | Белек          | XLVII Чемпионат мира                    | индивидуальное первенство | 1233         | 101          | Лейдис Брито П 0:6     | Не проводился                             | Завершила выступление                 | Завершила выступление | Завершила выступление | Завершила выступление | Завершила выступление | Завершила выступление | 57    |
| 10-16.03.2014    | Бангкок        | 1 Гран-при Азии                         | индивидуальное первенство | 551          | 34           | Не проводился          | Не проводился                             | Шамоли Рэй В 6:5                      | Лин Чиа-ен П 2:6      | Завершила выступление | Завершила выступление | Завершила выступление | Завершила выступление |       |
| 22.03.2015       | Бангкок        | Кубок Азии                              | индивидуальное первенство | 583          | 44           | Nata Chavanich В 6:0   | Не проводился                             | Кристина Владимировна Тимофеева П 0:6 | Завершила выступление | Завершила выступление | Завершила выступление | Завершила выступление | Завершила выступление | 33    |
| 02.08.2015       | Копенгаген     | XLVIII Чемпионат мира                   | индивидуальное первенство | 606          | 93           | У Цзясинь П 5:6        | Не проводился                             | Завершила выступление                 | Завершила выступление | Завершила выступление | Завершила выступление | Завершила выступление | Завершила выступление | 57    |
| 1-9.11.2015      | Бангкок        | 19 Чемпионат Азии                       | индивидуальное первенство | 613          | 19           | Не участвовала         | Не проводился                             | Nur Aliya Ghapar П 2:6                | Завершила выступление | Завершила выступление | Завершила выступление | Завершила выступление | Завершила выступление | 33    |
| 19.06.2016       | Анталия        | Кубок мира по стрельбе из лука 2016     | индивидуальное первенство | 605          | 122          | Завершила выступление  | Завершила выступление                     | Завершила выступление                 | Завершила выступление | Завершила выступление | Завершила выступление | Завершила выступление | Завершила выступление | 122   |
| 12.08.2016       | Рио-де-Жанейро | Игры XXXI Олимпиады                     | индивидуальное первенство | 588          | 60           | Не проводился          | Туяна Норполовна Дашидоржиева (RUS) П 3:7 | Не проводился                         | Завершила выступление | Завершила выступление | Завершила выступление | Завершила выступление | Завершила выступление | 33    |
| 24-30.11.2017    | Дакка          | Чемпионат Азии по стрельбе из лука 2017 | индивидуальное первенство | 603          | 39           | Не участвовала         | Не проводился                             | P. Ghassemi П 0:6                     | Завершила выступление | Завершила выступление | Завершила выступление | Завершила выступление | Завершила выступление |       |
| 10.08-02.09.2018 | Джакарта       | XVIII Азиатские игры                    | индивидуальное первенство |              |              | Не участвовала         | Фируза Зубайдова П 3:7                    | Завершила выступление                 | Завершила выступление | Завершила выступление | Завершила выступление | Завершила выступление | Завершила выступление | 33    |
| 22-28.11.2019    | Бангкок        | Чемпионат Азии по стрельбе из лука 2019 | индивидуальное первенство | 603          | 55           | Мунира Нурманова П 4:6 | Не проводился                             | Завершила выступление                 | Завершила выступление | Завершила выступление | Завершила выступление | Завершила выступление | Завершила выступление | 57    |
| 23-31.01.2021    | Токио          | Игры XXXII Олимпиады                    | индивидуальное первенство | 616          | 56           | Не проводился          | Дипика Кумари (IND) П 0:6                 | Не проводился                         | Завершила выступление | Завершила выступление | Завершила выступление | Завершила выступление | Завершила выступление | 33    |